# Diora cajamarcaensis
Diora cajamarcaensis (Poelln.) Ravenna – gatunek rośliny należący do monotypowego rodzaju Diora Ravenna z rodziny szparagowatych. Występuje endemicznie w peruwiańskich Andach, w regionach Cajamarca i Junín.

## Morfologia
Wieloletnie rośliny zielne wyrastające z podziemnego, skróconego, pionowego kłącza z bulwiastymi korzeniami. Łodyga ulistniona u nasady, głąbikowata. Liście siedzące, zagięte do góry z powierzchniami zbliżonymi do równoległych, wąsko równowąskie. Kwiaty zebrane w luźne, proste lub rozgałęzione grono, wyrastające po zwiędnięciu liści. Z każdego węzła kwiatostanu wyrastają dwa kwiaty. Szypułka pomiędzy kwiatem a stawowatym zgrubieniem zgrubiała (pericladium). Okwiat grzbiecisty, wąsko rurkowaty z odgiętymi prostopadle łatkami, biały. Listki okwiatu wolne, przy czym najniżej położony listek oddzielony jest od pozostałych. Kwiaty wsparte uszkowatymi przysadkami. Pręciki o nitkach wolnych, wiązkowatych, przyległych do zalążni. Pylniki skierowane do wewnątrz, osadzone u nasady. Zalążnia mała, szeroko eliptyczna, omszona, z licznymi zalążkami w każdej komorze.

## Systematyka
Gatunek z monotypowego rodzaju Diora w plemieniu Anthericeae, w obrębie podrodziny agawowych Agavoideae z rodziny szparagowatych Asparagaceae.